# Valanga chloropus
Valanga chloropus är en insektsart som beskrevs av Sjöstedt 1932. Valanga chloropus ingår i släktet Valanga och familjen gräshoppor. Inga underarter finns listade i Catalogue of Life.